# Low-Ki
Brandon Silvestry (né le 6 septembre 1979 à Brooklyn, New York), est un catcheur américain d'origine portoricaine.
Il est connu sous le nom de ring de Low-Ki, de Kaval (à la World Wrestling Entertainment) ou encore de Senshi (à la Total Nonstop Action Wrestling).
En 2002, il est devenu le premier champion du monde de la Ring of Honor et a également été cinq fois champion de la division X de la TNA et trois fois champion du monde par équipe de la NWA. Il a aussi travaillé au Japon, d'abord à la Pro Wrestling Zero1 où il a été champion poids lourds junior et champion par équipe des poids légers avec Leonardo Spanky, et après un passage à la Pro Wrestling NOAH a rejoint la New Japan Pro Wrestling où il a remporté à trois reprises le championnat poids lourds juniors.

## Carrière

### Débuts (1998-2002)
Silvestry prend le nom de ring de Low Ki et commence le catch avec la Jersey All Pro Wrestling (JAPW), une fédération du New Jersey. Il y fait son premier match le 25 septembre 1998, et perd avec Ron Zombie un match pour le championnat par équipe face à Homicide et Kane D.
Il remporte son premier titre lors d'un spectacle de la Future Wrestling Alliance (FWA), une fédération de Pennsylvanie, où il devient champion poids lourds de cette fédération en battant Mike Quackenbush et perd son titre le 20 novembre dans un match revanche.
Il remporte le championnat du monde de la ICW le 30 juin lors d'un ladder match. Entre-temps, il a remporté le Championnat du monde poids lourds de la Future Of Wrestling, une fédération de Floride, le 16 juin en battant Billy Fives et perd ce titre le lendemain lors d'un match de revanche. Le 7 juillet à la JAPW, il remporte le titre de champion des lourds-légers et le championnat poids lourds. Il perd le championnat poids lourds de la JAPW le 18 août face à Homicide en même temps que son titre des lourds-légers que récupère Xavier.

### Ring of Honor (2002-2006)
Low-Ki fait ses débuts à la Ring of Honor (ROH) le 23 février 2002 lors du show The Era of Honor Begins, le premier spectacle de cette fédération, où il bat American Dragon et Christopher Daniels.
Il remporte la finale d'un tournoi le 27 juin et il remporte le titre de champion du monde de la ROH dans un Four-way Iron Man match d'une heure face à Christopher Daniels, Doug Williams et Spansky. Le 21 septembre 2002, à Unscripted, il perd son titre face à Xavier.
Le 19 juillet à Death Before Dishonor, il bat Deranged.
Le 23 juillet à Death Before Dishonor II, il gagne avec Rocky Romero face à Dan Maff et BJ Whitmer. Plus tard dans la soirée, il intervient avec son équipier lors du match de championnat de Samoa Joe face à Homicide en faveur de ce dernier, et l'arbitre leur ordonne de quitter les abords du ring. Après le match, ils reviennent attaquer Joe qui a conservé son titre.
À Testing The Limit le 7 août, il perd avec Homicide face aux Frères Brisco.
À Weekend of Thunder Night 2 le 6 novembre, il perd avec Bryan Danielson face à Samoa Joe et Jushin Liger. Le 4 décembre, à All Star Extravaganza II, Danielson bat Homicide et ce soir-là, Low Ki participe à un match qui l'oppose à Austin Aries afin de désigner le challenger pour le championnat du monde de la ROH ; le match se termine par un No contest. Les officiels décident de faire continuer le match, mais Low-Ki refuse et Austin Aries est alors déclaré vainqueur. Il affronte Bryan Danielson le 26 décembre à Final Battle pour un match contre Samoa Joe, mais Low Ki se fait disqualifier après avoir attaqué l'arbitre. Deux jours plus tard, il est suspendu par la Ring of Honor pour ne pas avoir respecté le code d'honneur de la fédération ; il s'agissait en fait d'une mise en scène pour donner une « raison officielle » à l'absence du catcheur parti au Japon à la Pro Wrestling NOAH.
Il revient en 2005 à la Ring of Honor le 7 mai à Manhattan Mayhem, où il fait équipe avec Homicide et remporte le match les opposant à Jay Lethal et Samoa Joe. Il commence une rivalité avec Lethal qu'il affronte le 18 juin à Death Before Dishonor III, mais à la suite de l'intervention de Julius Smokes en sa faveur, Low Ki est disqualifié. Les deux hommes s'affrontent à nouveau le 12 août à Redemption, et le match se termine en No contest après que Low Ki ait poussé l'arbitre. Finalement, le 17 septembre à Glory By Honor IV, Low Ki remporte un match contre Jay Lethal dans un Fight Without Honor match, et plus tard dans la soirée Lethal demande un match revanche face à Low-Ki qu'il remporte. Le 17 décembre 2005, à Final Battle 2005, il lance un défi à Kenta pour le titre de champion-poids lourds juniors GHC de la Pro Wrestling NOAH, mais perd ce match. 
Le 27 janvier 2006 à Tag Wars, il gagne un match face à Christopher Daniels, et l'emporte le lendemain à Dissension face à Jack Evans. En février, il est annoncé qu'il ne reviendra plus à la Ring of Honor, car il n'est pas tombé d'accord avec les dirigeants sur la négociation de son contrat avec la ROH.

### Total Nonstop Action Wrestling (2002–2003)
Il apparaît lors du premier match diffusé de la Total Nonstop Action Wrestling (TNA) le 19 juin 2002 où il fait équipe avec A.J. Styles et Jerry Lynn et perd face aux Flyinn Elvis (Jimmy Yang, Jorge Estrada et Sonny Siaki). 
Il remporte le titre de champion de la division X de Styles le 7 août dans un Three Way Match avec Jerry Lynn, avant de perdre son titre le 28 août dans Triple Threat ladder match avec A.J. Styles remporté par Jerry Lynn.
Avec Skipper, il devient champion par équipe de la NWA à la suite de leur victoire face à America's Most Wanted (Chris Harris et James Storm) le 22 janvier. Leur première défense de titre la semaine suivante face à Brian Lee et Slash se termine par un double tombé, avec Slash qui tombe Skipper et Low Ki qui attaque Lee. Cela a amené Scott Armstrong à retirer le titre. Il remporte un tournoi et le titre par équipe avec Christopher Daniels. L'équipe perd le titre le 16 avril 2003 quand Jerry Lynn et Amazing Red gagnent contre Christopher Daniels et Elix Skipper.
Il perd face à Chris Sabin le 7 janvier 2004, ne remportant pas le titre.

### Japon (2002–2009)
Low Ki fait sa première apparition au Japon dans la Pro Wrestling ZERO-ONE en septembre 2002 où il perd le 12 un match en équipe avec Yoshihito Sasaki face à Leonardo Spanky et Naohiro Hoshikawa. Trois jours plus tard il remporte le titre de champion poids lourds junior de cette fédération en battant Leonardo Spanky. Il perd son titre le 31 août face à Wataru Sakata et pendant ce match, il se brise la mâchoire et est donc par la suite absent des rings.
Il revient sur les rings après sa blessure à la ZERO-ONE le 10 octobre où il perd avec The Predator un match en équipe face à Mike Knox et Steve Corino. Il remporte le championnat par équipe des poids légers avec Leonardo Spanky comme équipier le 19 février. Low Ki et Leonardo Spanky perdent leur titre le 4 juin face à Tatsuhito Takaiwa et Tomohiro Ishii.
En août 2004, il quitte la Pro Wrestling ZERO-ONE pour la Pro Wrestling NOAH.

### Retour à la Total Nonstop Action Wrestling (2006–2008)
À Lockdown le 23 avril 2006, Christopher Daniels doit faire face à un adversaire mystère dans un match en cage, il s'agit de Low-Ki, qui désormais utilisera le nom de ring Senshi (en japonais le guerrier) à la Total Nonstop Action Wrestling et ce soir là Senshi remporte le match.
Le 18 juin à Slammiversary il bat Sonjay Dutt, Alex Shelley, Shark Boy, Petey Williams et Jay Lethal et devient challengeur pour le championnat de la division X. Il a son match de championnat le 22 juin 2006 qu'il remporte face à Samoa Joe et Sonjay Dutt après avoir porté le tombé sur Dutt.
Il défend avec succès son titre à Victory Road face à Kazarian le 16 juillet puis le 13 août à Hard Justice cette fois dans un Three-way dance match face à Jay Lethalet Petey Williams. Il conserve son titre face à Shark Boy à Xplosion le 25 août. Après avoir conservé son titre face à Chris Sabin le 24 septembre à No Surrender il perd son titre face à ce dernier à Bound for Glory le 22 octobre.
À Turning Point, il remporte un match à cinq éliminations face à Alex Shelley, Austin Starr, Jay Lethal et Sonjay Dutt qui compte pour le Paparazzi Championship Series, une compétition opposant les catcheurs de la division X.
Le 12 février 2007 à Against All Odds l'emporte face à Starr. Le 11 mars à Destination X, il remporte un Cross-face chickenwing submission match face à Austin Starr. Sa rivalité avec Starr continue et il remporte le 5 avril un Submission match face à ce dernier avant de le battre dans un match en cage à Lockdown arbitré par Bob Backlund,.
Le 13 mai à Sacrifice il participe à un Fatal four-way match face à Alex Shelley et Tiger Mask remporté par Jerry Lynn. Il fait équipe avec Rhino à Slammiversary le 17 juin où ils remportent leur match face à Hernandez et Homicide. 
Le 15 juillet, il participe ensuite à l'Ultimate X Gauntlet match à Victory Road remporté par Christopher Daniels et après le match lui et Elix Skipper célèbrent la victoire de leur ancien équipier de Triple X.

### Pro Wrestling Guerrilla (2008)
Son passage, bien que bref, sera prolifique puisqu'il remporte le titre PWG World Championship le 5 janvier 2008, des mains de Bryan Danielson. Low Ki laissera tomber ce titre après une blessure. Lors de All Star Weekend Night 2, il perd contre Claudio Castagnoli et ne remporte pas le PWG Heavyweight.

### World Wrestling Entertainment (2008-2010)

#### Florida Championship Wrestling (2008-2009)
Low Ki apparaît le 7 novembre 2008 à WWE SmackDown dans un dark match, perdant contre le WWE Tag Team Champion Primo. Il annonce ensuite qu'il a signé un contrat avec la World Wrestling Entertainment. Dans un premier temps, il lutte sous le nom Kawal - « Soldat » dans la langue tagalog - à la FCW, territoire de développement de la WWE, mais change plus tard pour Kaval.

#### Participation à NXT Saison 2 et Vainqueur de NXT (2010)
Il est annoncé le 1er juin que Kaval serait un participant dans la deuxième saison de NXT, avec la Team Lay-Cool (Michelle McCool et Layla) comme ses mentors de l'intrigue. Il remporte la saison 2 de NXT.
Après sa victoire, Kaval est transféré à Smackdown.

#### SmackDownet départ (2010)
Le 21 novembre aux Survivor Series, il perd contre Dolph Ziggler et ne remporte pas le titre intercontinental.
Son dernier match à Smackdown est annoncé le 21 décembre contre Drew McIntyre, mais le match n'a pas le temps de débuter que ce dernier attaque Kaval et le bat.
Le 23 décembre, Kaval quitte la WWE, d'un commun accord avec le staff, qui n'aurait eu aucun plan le concernant.

### Retour à la Total Nonstop Action Wrestling (2011)
Il revient avec le nom de Low Ki, le 30 juin à Impact Wrestling, dans un match de qualification pour un contrat dans la X Division à la TNA qui se déroulera lors de Destination X (2011) et bat Matt Bentley et Jimmy Yang. Lors de Destination X, il perd contre Austin Aries dans un match qui comprenait aussi Zema Ion et Jack Evans.

### Retour à la New Japan Pro Wrestling (2011-2013)

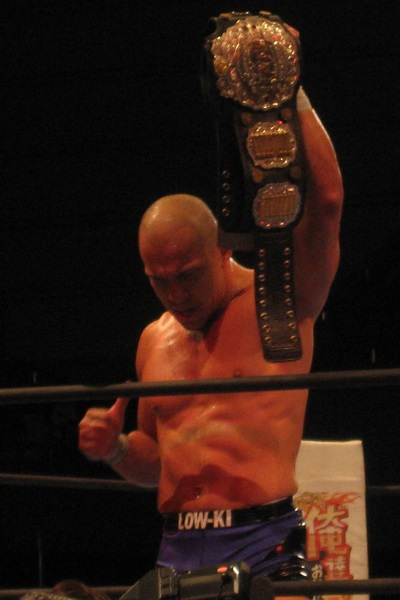
Low Ki détenant le IWGP Junior Heavyweight Championship en Juin 2012.

Lors de Wrestling Dontaku 2012, il bat Prince Devitt et remporte le IWGP Junior Heavyweight Championship pour la deuxième fois,.
Lors de Dominion 6.16, il conserve son titre contre Ryusuke Taguchi. Lors de 40th Anniversary Last Rebellion, il perd le titre contre Kōta Ibushi,.
Lors de King of Pro-Wrestling 2012, il bat Kōta Ibushi et remporte le IWGP Junior Heavyweight Championship pour la troisième fois,.

### EVOLVE Wrestling (2012)
Il effectue un bref passage à la EVOLVE en combattant 4 fois, et en décrochant 4 victoires. Le premier combat de Low Ki à la EVOLVE est contre Ahtu le 14 janvier 2012, qu'il battra en moins de 2 minutes. Le 13 avril, il bat El Generico. Le 11 mai, il bat Jigsaw. Le 12 mai, il bat Jon Davis.[réf. nécessaire]

### All Japan Pro Wrestling (2013)
Il fait ses débuts à la AJPW le 11 septembre 2013 en battant Dark Cuervo lors du premier round du Royal Road Tournament 2013.[réf. nécessaire]
Le 16 septembre, il perd face à Akebono lors du deuxième round du Royal Road Tournment 2013.[réf. nécessaire]

### Retour à la Total Nonstop Action Wrestling (2014-2015)

#### TNA X Division Champion, The BDC et Départ (2014-2015)
Il fait son retour à la Total Nonstop Action Wrestling (TNA) à One Night Only où il remporte un match simple face à Chris Sabin. En fin de soirée, il remporte un Ultimate X match face à Ace Vetter, Rashad Cameron et Sonjay Dutt. 
Il quitte la TNA le 25 juin 2015.[réf. nécessaire]

### Retour à Impact Wrestling (2017)

#### 4ème Retour à Impact et X Division Champion (2017)
Il fait son retour à Impact Wrestling après 2 ans d'absence avec un personnage inspiré d'Hitman, il remporte son 5e X Division Championship en battant Trevor Lee, Andrew Everett, Suicide, Dezmond Xavier et Sonjay Dutt. Durant le match, les catcheurs se sont réunis pour infliger un quadruple dropkick sur Trevor Lee. Au moment de retomber sur le ring, le genou de Low Ki a accidentellement frappé l'œil de Sonjay Dutt, l'incapacitant pour la suite du match.
Low Ki fit un heel-turn lors de l'officialisation d'un match revanche en attaquant Sonjay Dutt, mais le passage à tabac fut interrompu par Matt Sydal. Low Ki perdit le match retour contre Sonjay Dutt.

#### LAX, course au titre majeur et départ  (2017)
Lors du Impact Wrestling du 3 août, il fut révélé comme le nouveau membre de la faction LAX, en intervenant dans le match du groupe contre Alberto El Patron, son frère et son père. Après la victoire de LAX, Low Ki prit les 2 ceintures de championnat appartenant à El Patron, laissant penser qu'il se tourne vers le Impact Wrestling championship et le GWF championship. 
Le 24 août, il décide de quitter Impact.

### Major League Wrestling  (2018-2021)

#### Débuts et MLW World Champion (2018-2019)
Le 11 janvier 2018 lors de MLW Zero Hour, il affronte MVP mais le match se termine en match nul.
Le 11 juillet lors de MLW Fusion (diffusé le 20 juillet), il bat Shane Strickland et remporte le MLW Heavyweight Title. Lors de MLW Battle Riot, il conserve le titre contre John Hennigan.
Le 4 octobre lors de Fury Road, il conserve son titre en battant Daga. Le 8 novembre lors de MLW Fightland, il conserve son titre en battant Shane Strickland. Le 13 décembre lors de Never Say Never, il conserve son titre en battant Fred Heyi. Lors de MLW Superfight, il perd le titre contre Tom Lawlor.

#### Diverses rivalités (2019-2021)
Le 2 mars 2019 lors de Intimidation Games, il perd contre Tom Lawlor au cours d'un steel cage match et ne récupère pas le MLW Championship. Le 4 avril lors de Rise of the Renegades, il gagne avec Ricky Martinez contre deux jobbers. Le même jour, il fait une apparition lors de Impact United We Stand, représentant la MLW avec Ricky Martinez contre The Latin American XChange (Ortiz & Santana) représentant Impact Wrestling. Low Ki et Martinez perdirent le match.
Le 11 janvier 2020 lors de Zero Hour, il bat Chandler Hopkins. Le 1er février lors de Fightland, il perd face à King Mo.
Il effectue son retour le 2 décembre à Fusion, passant le premier tour de l'Opera Cup en battant Davey Boy Smith, Jr.

## Palmarès
- East Coast Wrestling Association

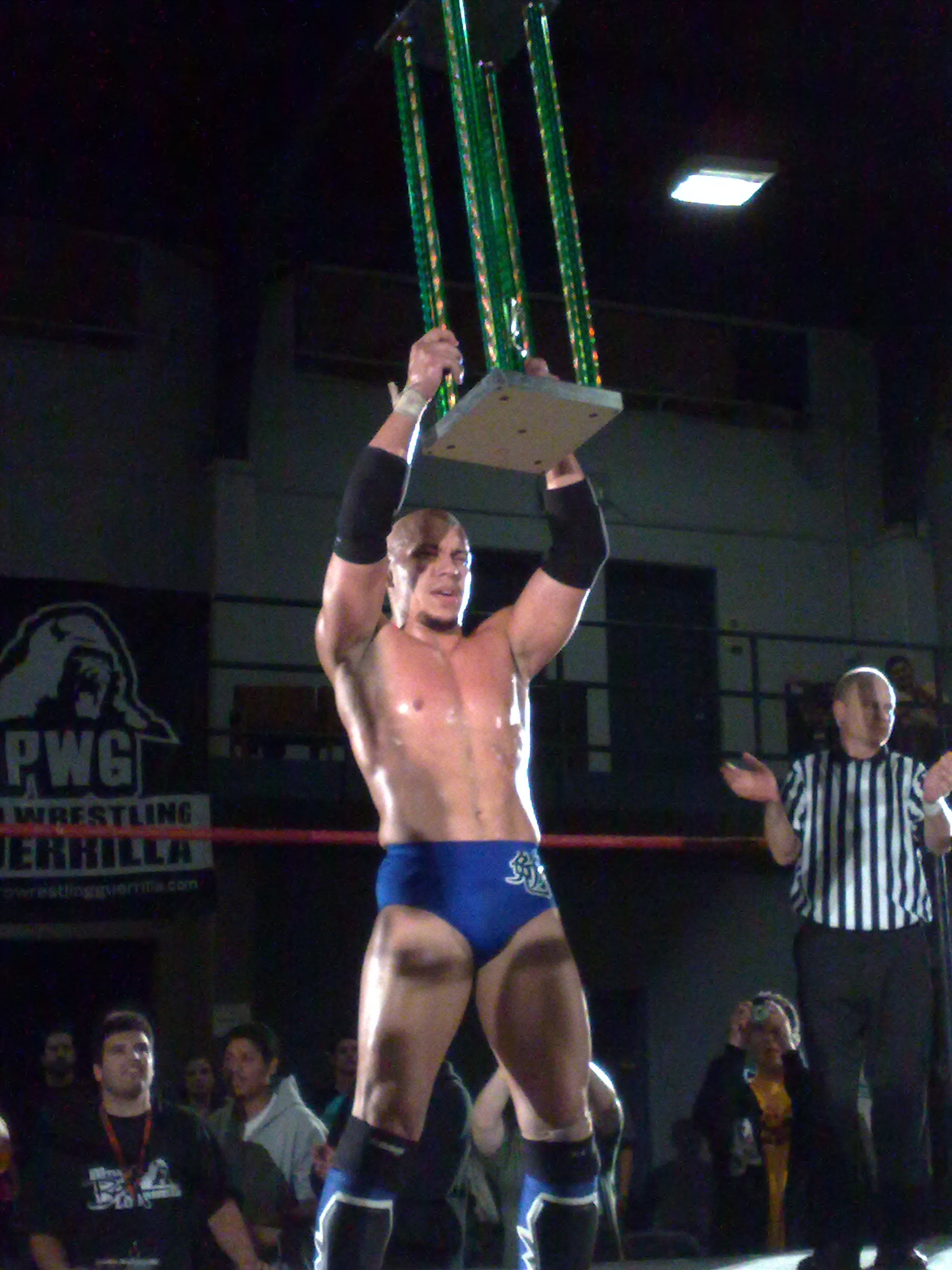
Low Ki après avoir remporté la PWG Battle of Los Angeles en 2008.

  - 2 fois ECWA Tag Team Champion avec American Dragon (1) et Xavier (1)
  - ECWA Hall of Fame (2007)
  - Super 8 Tournament (2001)
- Florida Championship Wrestling
  - 1 fois Florida Tag Team Champion avec Michael McGillicutty
- Future of Wrestling
  - 1 fois FOW Heavyweight Champion
- Future Wrestling Alliance
  - 1 fois FWA Heavyweight Champion
- Impact Championship Wrestling
  - 1 fois ICW Champion
- Independent Wrestling Association Mid-South
  - Ted Petty Invitational (2006)
- International Wrestling Cartel
  - 1 fois IWC Super Indies Champion
- Jersey All Pro Wrestling
  - 3 fois JAPW Heavyweight Champion
  - 1 fois JAPW Light Heavyweight Champion
  - JAPW Hall of Fame (2016)
- Jersey Championship Wrestling
  - 1 fois JCW Champion
  - 1 fois JCW Tag Team Champion avec Mafia
- Long Island Wrestling Federation
  - 1 fois LIWF Light Heavyweight Champion
- Midwest Championship Wrestling
  - 1 fois MCW Tag Team Champion avec Airborne
- New Japan Pro Wrestling
  - 3 fois IWGP Junior Heavyweight Champion
- Pro Wrestling ZERO-ONE
  - 1 fois NWA International Lightweight Tag Team Champion avec Leonardo Spanky
  - 1 fois NWA/UPW/ZERO-ONE International Junior Heavyweight Champion
- Première Wrestling Federation
  - 1 fois PWF Heavyweight Champion
- Pro Wrestling Guerrilla
  - 1 fois PWG World Champion
  - Battle of Los Angeles (2008)
- Pro Wrestling WORLD-1
  - 1 fois WORLD-1 Openweight Champion
- Ring of Honor
  - 1 fois ROH Champion
  - ROH Championship Tournament (2002)
- Total Nonstop Action Wrestling
  - 5 fois X Division Champion
  - 3 fois NWA World Tag Team Champion avec Christopher Daniels et Elix Skipper dans le clan Triple X
  - Feast or Fired (2007 – Pink Slip)
- USA Pro Wrestling
  - 1 fois USA Pro Tag Team Champion avec Xavier
- World Xtreme Wrestling
  - 1 fois WXW Cruiserweight Champion
- Major League Wrestling
  - 1 fois MLW World Heavyweight Championship
- World Wrestling Entertainment
  - Vainqueur de la saison 2 de NXT

## Récompenses des magazines
- Pro Wrestling Illustrated

| Année | 2000 | 2001 | 2002 | 2003 | 2004 | 2005 | 2006 | 2007 | 2008 | 2009 | 2010 | 2011 | 2012 | 2013       | 2014 | 2015 | 2016       | 2017 | 2018       | 2019 | 2020 |
| ----- | ---- | ---- | ---- | ---- | ---- | ---- | ---- | ---- | ---- | ---- | ---- | ---- | ---- | ---------- | ---- | ---- | ---------- | ---- | ---------- | ---- | ---- |
| Rang  | 315  | 170  | 76   | 26   | 116  | 173  | 142  | 50   | 227  | 198  | 209  | 104  | 130  | Non classé | 135  | 97   | Non classé | 63   | Non classé | 65   | 338  |